# Championnats du monde de course en ligne de canoë-kayak de 2017
Navigation
Édition précédente Édition suivante
Les championnats du monde de course en ligne de canoë-kayak de 2017, quarante-troisième édition des championnats du monde de course en ligne de canoë-kayak, ont eu lieu du 23 au 27 août 2017 à Račice, en République tchèque.

## Médaillés

### Hommes

#### Canoë
| Épreuve    | Or                                                                    | Or        | Argent                                                                | Argent    | Bronze                                                                    | Bronze    |
| ---------- | --------------------------------------------------------------------- | --------- | --------------------------------------------------------------------- | --------- | ------------------------------------------------------------------------- | --------- |
| C–1 200 m  | Artsem Kozyr Biélorussie                                              | 38.161    | Zaza Nadiradze Géorgie                                                | 38.439    | Adel Mojallali Iran                                                       | 38.605    |
| C–1 500 m  | Martin Fuksa Tchéquie                                                 | 1:49.725  | Carlo Tacchini Italie                                                 | 1:50.309  | Maksim Piatrou Biélorussie                                                | 1:50.583  |
| C–1 1000 m | Sebastian Brendel Allemagne                                           | 3:50.503  | Martin Fuksa Tchéquie                                                 | 3:51.303  | Isaquias Queiroz Brésil                                                   | 3:52.542  |
| C–1 5000 m | Sebastian Brendel Allemagne                                           | 23:34.796 | Serguey Torres Cuba                                                   | 23:37.312 | Mateusz Kamiński Pologne                                                  | 23:42.522 |
| C–2 200 m  | Russie Ivan Shtyl Alexander Kovalenko                                 | 36.088    | Pologne Michał Łubniewski Arsen Śliwiński                             | 36.673    | Hongrie Ádám Fekete Jonatán Hajdu                                         | 36.762    |
| C–2 500 m  | Russie Ivan Shtyl Viktor Melantyev                                    | 1:38.868  | Roumanie Victor Mihalachi Leonid Carp                                 | 1:39.796  | Italie Sergiu Craciun Nicolae Craciun                                     | 1:39.979  |
| C–2 1000 m | Allemagne Peter Kretschmer Yul Oeltze                                 | 3:31.613  | Cuba Serguey Torres Fernando Enriquez                                 | 3:31.955  | Russie Viktor Melantyev Vladislav Chebotar                                | 3:33.123  |
| C–4 1000 m | Allemagne Sebastian Brendel Stefan Kiraj Jan Vandrey Conrad Scheibner | 3:14.893  | Pologne Piotr Kuleta Marcin Grzybowski Tomasz Barniak Wiktor Glazunow | 3:16.798  | Ukraine Denys Kamerylov Vitaliy Vergeles Eduard Shemetylo Denys Kovalenko | 3:17.198  |

#### Kayak
| Épreuve    | Or                                                                 | Or        | Argent                                                           | Argent    | Bronze                                                                | Bronze    |
| ---------- | ------------------------------------------------------------------ | --------- | ---------------------------------------------------------------- | --------- | --------------------------------------------------------------------- | --------- |
| K–1 200 m  | Liam Heath Grande-Bretagne                                         | 33.733    | Aleksejs Rumjancevs Lettonie                                     | 34.439    | Evgenii Lukantsov Russie                                              | 34.639    |
| K–1 500 m  | Josef Dostál Tchéquie                                              | 1:36.520  | René Holten Poulsen Danemark                                     | 1:38.267  | Oleh Kukharyk Ukraine                                                 | 1:38.483  |
| K–1 1000 m | Tom Liebscher Allemagne                                            | 3:27.754  | Fernando Pimenta Portugal                                        | 3:27.993  | Josef Dostál Tchéquie                                                 | 3:28.576  |
| K–1 5000 m | Fernando Pimenta Portugal                                          | 20:46.907 | Max Hoff Allemagne                                               | 20:50.259 | Aleh Yurenia Biélorussie                                              | 21:00.828 |
| K–2 200 m  | Hongrie Balázs Birkás Márk Balaska                                 | 30.912    | Espagne Cristian Toro Carlos Garrote                             | 31.278    | Serbie Marko Novaković Nebojša Grujić                                 | 31.451    |
| K–2 500 m  | Espagne Rodrigo Germade Marcus Walz                                | 1:27.979  | Hongrie Bence Nádas Sándor Tótka                                 | 1:29.107  | Biélorussie Raman Piatrushenka Vitaliy Bialko                         | 1:29.518  |
| K–2 1000 m | Serbie Milenko Zorić Marko Tomićević                               | 3:08.647  | Slovaquie Peter Gelle Adam Botek                                 | 3:10.725  | Tchéquie Daniel Havel Jakub Špicar                                    | 3:10.853  |
| K–4 500 m  | Allemagne Tom Liebscher Ronald Rauhe Max Rendschmidt Max Lemke     | 1:17.734  | Espagne Rodrigo Germade Cristian Toro Carlos Garrote Marcus Walz | 1:18.371  | Tchéquie Daniel Havel Jan Štěrba Jakub Špicar Radek Šlouf             | 1:18.729  |
| K–4 1000 m | Australie Ken Wallace Jordan Wood Riley Fitzsimmons Murray Stewart | 2:50.576  | Hongrie Zoltán Kammerer Dániel Pauman Dávid Tóth Benjámin Ceiner | 2:50.931  | Allemagne Kai Spenner Lukas Reuschenbach Kostja Stroinski Tamás Gecső | 2:53.146  |

### Femmes

#### Canoë
| Épreuve   | Or                                             | Or       | Argent                                 | Argent   | Bronze                                 | Bronze   |
| --------- | ---------------------------------------------- | -------- | -------------------------------------- | -------- | -------------------------------------- | -------- |
| C–1 200 m | Laurence Vincent-Lapointe Canada               | 45.478   | Olesia Romasenko Russie                | 46.136   | Kincső Takács Hongrie                  | 47.178   |
| C–2 500 m | Canada Katie Vincent Laurence Vincent-Lapointe | 1:56.752 | Russie Irina Andreeva Olesia Romasenko | 1:57.264 | Biélorussie Kamila Bobr Alena Nazdrova | 1:57.858 |

#### Kayak
| Épreuve    | Or                                                                      | Or        | Argent                                                                   | Argent    | Bronze                                                                 | Bronze    |
| ---------- | ----------------------------------------------------------------------- | --------- | ------------------------------------------------------------------------ | --------- | ---------------------------------------------------------------------- | --------- |
| K–1 200 m  | Lisa Carrington Nouvelle-Zélande                                        | 38.433    | Emma Jørgensen Danemark                                                  | 38.996    | Špela Ponomarenko Janić Slovénie Milica Starović Serbie                | 39.564    |
| K–1 500 m  | Volha Khudzenka Biélorussie                                             | 1:48.421  | Lisa Carrington Nouvelle-Zélande                                         | 1:48.710  | Emma Jørgensen Danemark                                                | 1:50.465  |
| K–1 1000 m | Alyce Burnett Australie                                                 | 3:55.971  | Karin Johansson Suède                                                    | 3:58.181  | Rachel Cawthorn Grande-Bretagne                                        | 3:59.036  |
| K–1 5000 m | Dóra Bodonyi Hongrie                                                    | 23:17.862 | Tabea Medert Allemagne                                                   | 23:19.214 | Lani Belcher Grande-Bretagne                                           | 23:28.236 |
| K–2 200 m  | Hongrie Réka Hagymási Ágnes Szabó                                       | 37.445    | Italie Susanna Cicali Francesca Genzo                                    | 37.508    | Grande-Bretagne Angela Hannah Hannah Brown                             | 37.993    |
| K–2 500 m  | Nouvelle-Zélande Caitlin Ryan Lisa Carrington                           | 1:38.687  | Allemagne Tina Dietze Franziska Weber                                    | 1:40.582  | Slovénie Špela Ponomarenko Janić Anja Ostermann                        | 1:40.804  |
| K–2 1000 m | Hongrie Erika Medveczky Ramóna Farkasdi                                 | 3:37.149  | Allemagne Tabea Medert Melanie Gebhardt                                  | 3:42.061  | Pologne Paulina Paszek Justyna Iskrzycka                               | 3:42.838  |
| K–4 500 m  | Hongrie Tamara Takács Erika Medveczky Krisztina Fazekas-Zur Ninetta Vad | 1:29.784  | Allemagne Tina Dietze Franziska Weber Steffi Kriegerstein Sabrina Hering | 1:30.084  | Nouvelle-Zélande Aimee Fisher Caitlin Ryan Kayla Imrie Lisa Carrington | 1:30.215  |

### Canoë-kayak handisport
| Épreuve    | Or                                   | Or       | Argent                          | Argent   | Bronze                         | Bronze   |
| ---------- | ------------------------------------ | -------- | ------------------------------- | -------- | ------------------------------ | -------- |
| KL1 Hommes | Esteban Farias Italie                | 47.116   | Róbert Suba Hongrie             | 47.438   | Luis Silva Brésil              | 48.016   |
| KL2 Hommes | Curtis McGrath Australie             | 41.758   | Markus Swoboda Autriche         | 42.508   | Mykola Syniuk Ukraine          | 43.281   |
| KL3 Hommes | Serhii Yemelianov Ukraine            | 39.632   | Caio Ribeiro de Carvalho Brésil | 39.821   | Jonathan Young Royaume-Uni     | 40.104   |
| VL1 Hommes | Luis Silva Brésil                    | 55.356   | Róbert Suba Hongrie             | 58.617   | Pavel Gromov Russie            | 59.689   |
| VL2 Hommes | Curtis McGrath Australie             | 50.628   | Markus Swoboda Autriche         | 52.312   | Javier Reja Espagne            | 55.017   |
| VL3 Hommes | Jonathan Young Grande-Bretagne       | 48.768   | Caio Ribeiro de Carvalho Brésil | 49.330   | Martin Tweedie Grande-Bretagne | 50.958   |
| KL1 Femmes | Jeanette Chippington Grande-Bretagne | 57.383   | Alexandra Dupik Russie          | 57.871   | Katherine Wollerman Chili      | 58.665   |
| KL2 Femmes | Emma Wiggs Grande-Bretagne           | 49.947   | Nicola Paterson Grande-Bretagne | 51.919   | Nadezda Andreeva Russie        | 52.514   |
| KL3 Femmes | Amanda Reynolds Australie            | 50.344   | Shakhnoza Mirzaeva Ouzbékistan  | 51.778   | Mihaela Lulea Roumanie         | 52.033   |
| VL1 Femmes | Jocelyn Neumueller Australie         | 1:12.335 | Akiko Nakajima Japon            | 1:17.251 | Monika Seryu Japon             | 1:36.668 |
| VL2 Femmes | Susan Seipel Australie               | 1:02.897 | Mariia Nikiforova Russie        | 1:03.680 | Nataliia Lahutenko Ukraine     | 1:03.808 |
| VL3 Femmes | Larisa Volik Russie                  | 59.341   | Anja Adler Allemagne            | 1:08.241 | Lindsay Thorpe Grande-Bretagne | 1:08.347 |